# Yves Magnier
Pour les articles homonymes, voir Magnier.
Yves Magnier est un océanographe et homme politique français de Nouvelle-Calédonie, né le 15 août 1938 à Nouméa (Nouvelle-Calédonie). 

## Carrière professionnelle
- 1961 : docteur ès sciences (spécialisé en océanographie), il intègre l'Office de la recherche scientifique et technique outre-mer (ORSTOM), à Nouméa,
- 1969 - 1974 : chercheur de l'ORSTOM à Madagascar,
- 1974 : il revient définitivement en Nouvelle-Calédonie,
- 1er juillet 1977 - 23 novembre 1984 : directeur de l'aquarium de Nouméa[1]. Durant cette période, il se fait notamment remarquer dans le domaine scientifique pour ses recherches sur les nautiles[2] ou pour sa découverte en 1979 que le récif aiguille de la baie de Prony n’est pas un récif corallien, mais la conséquence du jaillissement d’une source d’eaux thermales dans la mer[3],[4].

## Carrière politique
Opposant à l'indépendance de la Nouvelle-Calédonie, il est membre depuis sa création en 1977 du parti historique représentant cette tendance, le Rassemblement pour la Calédonie dans la République (RPCR). Celui-ci fut longtemps dominant sur la scène politique locale, avec son ancien président et ancien député Jacques Lafleur. Yves Magnier a longtemps fait figure, en raison de sa carrière professionnelle et à travers ses différentes fonctions, de spécialiste des questions environnementales et de recherche au sein de ce parti. 

### Mandats régionaux, provinciaux et territoriaux
- 23 novembre 1984 - 29 septembre 1985 : vice-président et porte-parole du gouvernement du Territoire présidé par Dick Ukeiwé, ministre des Ressources naturelles, de la Recherche scientifique et de l'Environnement,
- 29 septembre 1985 : il est élu pour la première fois au Conseil de la Région Sud (5e sur la liste RPCR menée par le député Jacques Lafleur qui a obtenu 70,62 % des suffrages et 17 sièges sur 21) et au Congrès du Territoire,
- 3 mai 1988 : il retrouve son siège au Conseil de la Région Sud et au Congrès du Territoire, à la suite de l'entrée de Pierre Frogier au Conseil exécutif le jour même (il était en 14e position sur la liste RPCR menée par le député Jacques Lafleur qui a obtenu 13 sièges sur 21),
- 11 juin 1989 : il est réélu au sein de la nouvelle Assemblée de la Province Sud (en 4e place sur la liste RPCR menée par le député Jacques Lafleur qui a obtenu 53,2 % des suffrages et 21 sièges sur 32) et au Congrès du Territoire,
- 9 juillet 1995 : il n'est pas réélu à l'Assemblée de la Province Sud et au Congrès du Territoire, n'étant présent qu'en 21e position sur la liste RPCR du député et président de province sortant Jacques Lafleur qui n'a obtenu que 47,12 % des suffrages et 18 élus sur 32 dans le Sud[5].
- 9 mai 1999 : retrouve son siège à l'Assemblée de la Province Sud et au Congrès de la Nouvelle-Calédonie (en 13e position sur la liste RPCR du député et président de province sortant Jacques Lafleur qui a gagné 25 sièges sur 40 dont 20 des 32 envoyés au Congrès),
- 28 mai 1999 - 3 avril 2001 : membre du gouvernement local présidé par Jean Lèques, chargé (à partir du 2 juin 1999) d'animer et de contrôler les secteurs des finances et du budget, également chargé du suivi des questions relatives à la Recherche ainsi que des questions de Politique monétaire et de crédit,
- 3 avril 2001 - 9 mai 2004 : à sa sortie du gouvernement, réintègre l'Assemblée de la Province Sud et le Congrès où il avait été élu en 1999 : 
  - président de la commission de l'environnement de l'Assemblée de la Province Sud, il est à ce titre très impliqué dans l'octroi de l'exploitation de la latérite dans le gisement de Prony ouest au géant canadien Inco et le lancement du projet d'usine du Sud,
  - membre de la Commission permanente du Congrès, il en devient le vice-président le 20 juin 2003[6],
  - membre de la Commission des Finances et du Budget du Congrès, il en devient le vice-président le 26 mars 2003[7],
- 9 mai 2004 : il n'est pas candidat aux élections provinciales.

### Mandat communal
- mars 1989 - mars 2001 : conseiller municipal du Mont-Dore, siégeant au sein de la majorité RPCR du maire Pierre Frogier,
- mars 2001 - octobre 2003 : 1er adjoint au maire du Mont-Dore, Réginald Bernut, chargé des finances, du développement économique, de l’urbanisme, des travaux et des relations avec les organismes extérieurs[8],[9],
- 2003-2014 : toujours conseiller municipal du Mont-Dore sous l'étiquette du RPCR (rebaptisé Rassemblement-UMP en 2004, il s'agit de la majorité dans cette commune, derrière le maire Éric Gay), il est de 2008 à 2014 également délégué au projet Goro Nickel et à l'expertise environnementale[10].